# Sturmpanzer II
A Sturmpanzer II vagy helyesen: 15 cm sIG 33 auf Fahrgestell Pz.Kpfw.II (Sf), egy önjáró nehéz tüzérségi ágyú volt, amelyet a Náci Németország használt a második világháború alatt. A Bison II név a háború után (helytelenül) ragadt rá.

## Fejlesztés
A német Wehrmacht első kísérlete 15 cm-es IG 33 nehéz gyalogság ágyú hordozására a Sturmpanzer I volt, amelyet az 1940-es franciaországi hadjárat idején vetettek be. A gyorsan mozgó, gépesített alakulatok áttörésére épülő stratégia szükségessé tette egy olyan harcjármű megalkotását, amely lépést tudott tartani a gépesített gyalogsággal és hatékony tűztámogatást tudott biztosítani. Azonban a csapatpróbákon kiderült, hogy a fegyver túl nehéz a Panzer I alváza számára, ráadásul túlságosan magas volt a sziluettje, ezért könnyebben felderíthették. 1940 elején az Alkett (Altmaerkische Kettenwerk GmbH) parancsot kapott egy hasonló jármű fejlesztésére a Panzer II alvázának felhasználásával. Az új mobil ágyú első prototípusát 1940. június 13-án küldték el a kummersdorfi kiképzőközpontba tesztelés céljából. Ez év októberében az Alkett bemutatta a prototípust, amelyben elég hely volt a fegyver és kezelői számára. Az alvázat 60 centiméterrel meghosszabbították, ami egy hatodik kerék hozzáadását tette szükségessé, és 32 centiméterrel kibővítették, hogy jobban elférjen a fegyver, miközben megőrzi alacsony sziluettjét. Hogy az alvázat ne terheljék túl, a páncélzatot elöl 15 milliméteres lemezek képezték, oldalt egy lapos oldalsó páncélra korlátozták, hátulját nyitottan hagyták, ezért a legénység sebezhető volt a kézi lőfegyverekkel és gránátokkal szemben. A hátsó fedélzethez nagy nyílásokat helyeztek a motor jobb hűtése érdekében. 
A fegyver lőtávolsága 4700 m volt, nehéz gyalogsági ágyúnak vagy nehéz aknavetőként használták, a lövési szögtől (0 és +75 fok között) és a lövedék kezdési sebességétől függően. Hátránya volt a motor gyenge teljesítménye és a nehéz irányítás. A rögtönzött harcjármű sikere inspirálta a későbbi Sturminfanteriegeschütz 33 B, illetve a kiforrottabb Wespe és Hummel harcjárművek kifejlesztését.

## Története
A s.I.G. 33 önjáró lövegekkel a 701–706. nehéz lövésztámogató tüzérütegeket (schwere Infanteriegeschütz-Kompanien) szerelték fel, melyeket a hat páncéloshadosztály között osztottak el a Hollandia és Franciaország elleni hadjárat idején 1940 májusában és júniusában. 1942 februárja és áprilisa között mind a 12 példányt az észak-afrikai olasz gyarmatra szállították, hogy ott harcolhassanak a Német Afrika-hadtest 90. könnyű gyalogos hadosztály (90. leichten Afrika-Division) kötelékében. A sivatagi környezet, a gyorsan tervezett és kiforratlan technikai hiányosságai problematikussá tették a járművek használatát. Gyakran kellett a sérült járművekből alkatrészeket kiszedni, hogy legalább a meglévő még működőképes példányokat használni tudják. A járművek sérülékenyek és megbízhatatlanok voltak, így állandó karbantartást igényeltek, ezért nem voltak képesek nagyobb távolságok megtételére. 
A Sturmpanzer II részt vett az Ain el-Gazala-i csatában (1942 május és júniusában), mely a tengelyhatalmak győzelmével zárult, valamint az 1942 júliusában zajlott első el-alameini ütközetbe és az Alam Halfa-i (1942. augusztus 5.–szeptember 31.) környéki harcokban. A tengelyhatalmak az (1942 október–novemberi) második el-alameini csata vége után és december 2-án nyolc járművet vesztettek, a fennmaradó négy pedig a vereséget követően visszavonult Tunéziába, ahol 1943 elején a heves harcok során megsemmisültek.
1943 május 13-án Tunéziában a tengelyhatalmak kapituláltak a szövetségesek előtt. Ezután még jó néhány harcolt az 5. páncéloshadosztály kötelékében a keleti fronton. A brit 8. hadsereg hat sérült Sturmpanzert talált egy olyan műhelyben, melyet a visszavonuló németek nem evakuáltak; az egyiket az Egyiptomi Királyság hadseregének adták át, amely azt az izraeliek ellen az 1948-as arab–izraeli háborúban vetettek be. A felmerült problémák ellenére a német hadsereg által a Sturmpanzer II-vel szerzett tapasztalatok hasznosnak bizonyultak a hatékonyabb Wespe kifejlesztéséhez. 

## Technika
Az 1940-es franciaországi invázió idején kipróbált 15 cm-es sIG 33 (Sf) auf Panzerkampfwagen I Ausf. B túl nehéznek bizonyult az alvázuk számára. Ezért a mérnökök egy erősebb, már meglévő alvázat választottak. Az első, improvizált prototípust 1940. június 13-án tesztelték Kummersdorf-Gutban, majd októberben egy második jármű, melyet az Alkett gyártott a Panzer II Ausf.B alvázával. 
Utóbbi járművet módosított védőpajzzsal szerelték fel, de nem volt elegendő hely egy nagy kaliberű tarackágyú telepítéséhez és a kiszolgáló személyzetnek, és az alváz is elégtelennek bizonyult az erős visszaugrás elnyelésére. Ezért az alvázat 60 centiméterrel meghosszabbították (ennek révén egy hatodik kerék hozzáadása vált szükségessé), és 32 centiméterrel kiszélesítették, hogy jobban elférjen az ágyú. A felépítményt elejét és oldalát 15 milliméteres lemezek képezték, azonban a teteje és hátulja nyitott maradt. Oldala lényegesen alacsonyabb volt, mint a homlokzata, ezért a legénység sebezhetővé vált a kézi lőfegyverek, tüzérségi lövedékek és gránátok repeszdarabjaival szemben. Hátsó részéhez nagy nyílásokat helyeztek a motor jobb hűtése érdekében. 
A 15 centiméteres sIG 33 fegyvert tüzérségi és gyalogos támadások közvetlen tűztámogatására használták. Az ágyút 5° balra és jobbra lehetett irányozni. Lőszerkészlete 30 darab lövedékből állt.

## Összegzés
A rögtönzés eredményeként született s. I.G. 33-as löveggel felszerelt harcjárműveket erőteljesnek, de megbízhatatlannak tekintették, állandó karbantartást igényeltek, ezért nem voltak képesek nagyobb távolságok megtételére. A magas, nyitott felépítmény elég sebezhetőnek bizonyult, a csapatparancsnokok mégis nagyra értékelték a lövegek által nyújtott hatékony tűztámogatást, amelyek gyakran ütközetet eldöntő tényezők voltak.

## Lásd még
- Grille (önjáró löveg)
- Semovente 75/34
- SZU–76